# Harpellomycetes
Harpellales é uma ordem de fungos classificada no subfilo Kickxellomycotina. Os talos podem ser ramificados ou não, produzindo séries basipetais de tricósporos. Os zigósporos são bicónicos. As espécies desta ordem podem ser encontradas agarradas ao revestimento do aparelho digestivo de larvas aquáticas de insectos ou (raramente) isópodes. Harpellales encontra-se dividida em duas famílias, Harpellaceae e Legeriomycetaceae. Segundo o Dictionary of the Fungi (10th edition, 2008), esta ordem contém 38 géneros e 200 espécie. Foi formalmente descrita em 1978 na publicação Mycotaxon.
Entre as espécies nesta ordem incluem-se Allantomyces zopilotei, Bojamyces olmecensis, Gauthieromyces viviparus e Graminella ophiuroidea.
- Este artigo foi inicialmente traduzido, total ou parcialmente, do artigo da Wikipédia em inglês cujo título é «Harpellales», especificamente desta versão.